# Nyssicus quadriguttatus
Nyssicus quadriguttatus är en skalbaggsart som först beskrevs av Nils Samuel Swederus 1787.  Nyssicus quadriguttatus ingår i släktet Nyssicus och familjen långhorningar.
Artens utbredningsområde är:
- Honduras.
- Venezuela.

Inga underarter finns listade i Catalogue of Life.